# Karl Wallinius
Karl Erik Edvin Wallinius, más conocido como Karl Wallinius, (Lund, 14 de enero de 1999) es un jugador de balonmano sueco que juega de lateral izquierdo en el Ribe-Esbjerg HH. Es internacional con la selección de balonmano de Suecia.
Su primer gran campeonato con la selección fue el Campeonato Europeo de Balonmano Masculino de 2022.

## Palmarés

### Selección nacional
| Campeonato Europeo | Campeonato Europeo   | Campeonato Europeo | Campeonato Europeo |
| Año                | Lugar                | Medalla            |                    |
| ------------------ | -------------------- | ------------------ | ------------------ |
| 2022               | Hungría y Eslovaquia | Medalla de oro     |                    |
| 2024               | Alemania             | Medalla de bronce  |                    |

### THW Kiel
- Liga de Alemania de balonmano (1): 2023
- Supercopa de Alemania de balonmano (2): 2022, 2023

## Clubes
| Club                 | País      | Año         |
| -------------------- | --------- | ----------- |
| Lugi HF              | Suecia    | 2016 - 2021 |
| Montpellier Handball | Francia   | 2021 - 2022 |
| THW Kiel             | Alemania  | 2022 - 2024 |
| Ribe-Esbjerg HH      | Dinamarca | 2024 - Act. |